# Edhem Šljivo
Edhem Šljivo, né le 16 mars 1950 à Sarajevo (Bosnie-Herzégovine), est un joueur de football yougoslave.

## Biographie
Il débute au FK Sarajevo, club avec lequel il dispute 258 matchs. 
En 1978, il est transféré au RFC Liège. Il y joue trois saisons avant de partir à l'OGC Nice (France) et au FC Cologne (Allemagne). Il revient au RFC Liège en 1983. 
Sa carrière se termine en 1987 à la suite d'un grave accident de voiture. Il en gardera des séquelles.
Au total, il dispute 193 matchs et marque 45 buts en faveur du RFC Liège. Il est aussi sélectionné à 12 reprises avec l'équipe nationale de Yougoslavie où il inscrit 2 buts. Il participe à la Coupe du monde de football de 1982 avec cette équipe.

## Palmarès
- Vainqueur de la Coupe d'Allemagne en 1983 avec le FC Cologne
- Vainqueur de la Coupe de la Ligue Pro en 1986 avec le RFC Liège
- Finaliste de la Coupe de Belgique en 1987 avec le RFC Liège